# サルコイドーシス友の会
サルコイドーシス友の会（ - とものかい）は、厚生労働省により特定疾患（難病）に指定されているサルコイドーシスの患者による患者会である。

## 歴史
1987年（昭和62年）6月30日、JR中央保健管理センターにて、小高稔、小林フミ子、鷲崎誠、杉田博宣等の支援を受けた患者らにより設立。その後、関東地区にて東日本支部、関西地区にて関西支部、中部地区にて中部支部を設立し、全国的な組織体制を整えた。

## 概要
- 会員数 - 約650名
- 活動内容 - 講演会、親睦会の開催、会報の発行、ホームページの運営、電話やメール等による相談等、病気の正しい理解と患者と家族に対する支援
- 相談 - ホームページ上の掲示板で、京都中央診療所の長井苑子所長（前京都大学医学部助教授）と当会佐藤公昭が連携して、病気全般に関する相談を実施